# Col du Pré de la Dame
Le col du Pré de la Dame est un col routier des Cévennes dans le Massif central, situé dans le département du Gard. Son altitude est de 1 474 mètres mais souvent indiquée à 1 450 mètres.
En raison de l'enneigement, il est fermé à la circulation pendant les mois d'hiver.

## Géographie

### Situation
Le col se situe à l'ouest la commune de Concoules, dans le Gard, au sommet de la route départementale 362 après avoir traversé la forêt domaniale de Malmontet. En direction de la Lozère, à l'ouest, ses pentes s'étendent sur la commune de Vialas, mais la route départementale 66 rejoint Villefort.
Le col se trouve dans le parc national des Cévennes.

### Géologie
Dès le Paléozoïque, les Cévennes ont subi de longues périodes de submersion marine, d'érosion, de poussée granitique et de surrection. Le relief est très érodé, émaillé de nombreux chaos granitiques visibles notamment aux environs du mont Lozère où se trouve le col.

## Histoire
Le col se trouve dans la petite région où a débuté le 24 juillet 1702 la guerre des Camisards.

## Activités

### Randonnée pédestre
Le sentier de grande randonnée 68, également dénommé Tour du Mont Lozère, passe à l'est du col sur la cime de la forêt domaniale de Malmontet.

### Cyclisme
Ce col n'a jamais été grimpé par les courses professionnelles mais fréquemment sur la cyclosportive La Granite–Mont Lozère.
Depuis Génolhac sur le versant gardois, à partir du carrefour (513 m) des routes D906 et D362, l'ascension compte 14,75 km à 6,5 % de moyenne. Il s'agit d'un versant au pourcentage plutôt régulier, variant fréquemment entre 6 et 7,5 %, avec une succession de lacets en forêt avec pour seul vrai point de vue le belvédère des Bouzèdes (1 236 m) après 11,1 km d'ascension. À l'exception de ce point, le paysage ne s'ouvre que dans les derniers hectomètres avec une table de lecture. Cependant, malgré la régularité de la pente, on compte quelques portions plus difficiles, le premier kilomètre de l'ascension ainsi que le kilomètre qui suit le belvédère des Bouzèdes; et aussi un replat notable après environ 9,5 km de montée dans une épingle, celle de la baraque du Truc de la Pialade (1 136 m). Une particularité de cette route, hormis les premiers kilomètres, est d'être bordée par d'immenses blocs granitiques, peu visibles du pied de l'ascension à cause de la forêt.

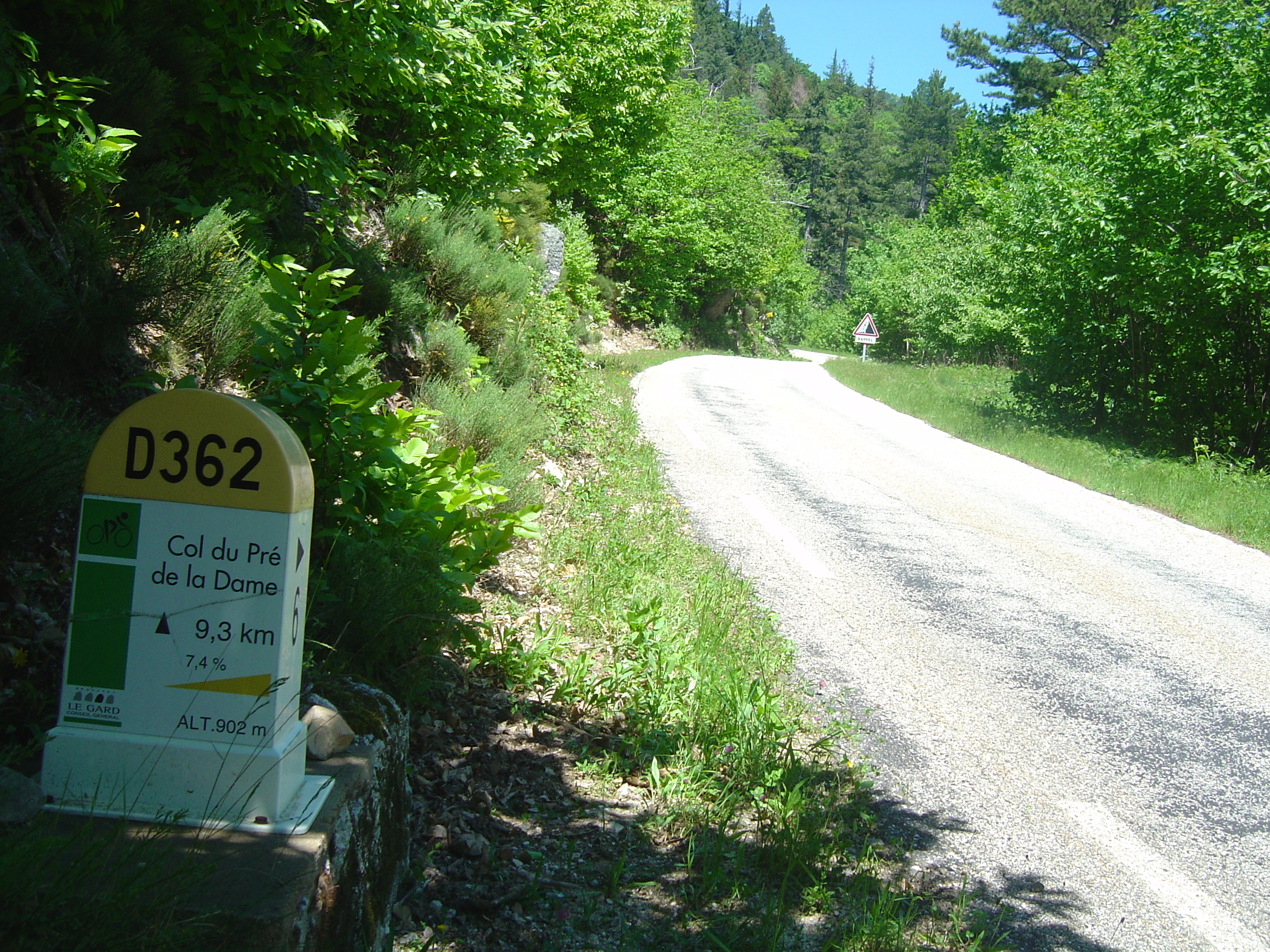
Borne kilométrique et ascension en forêt.
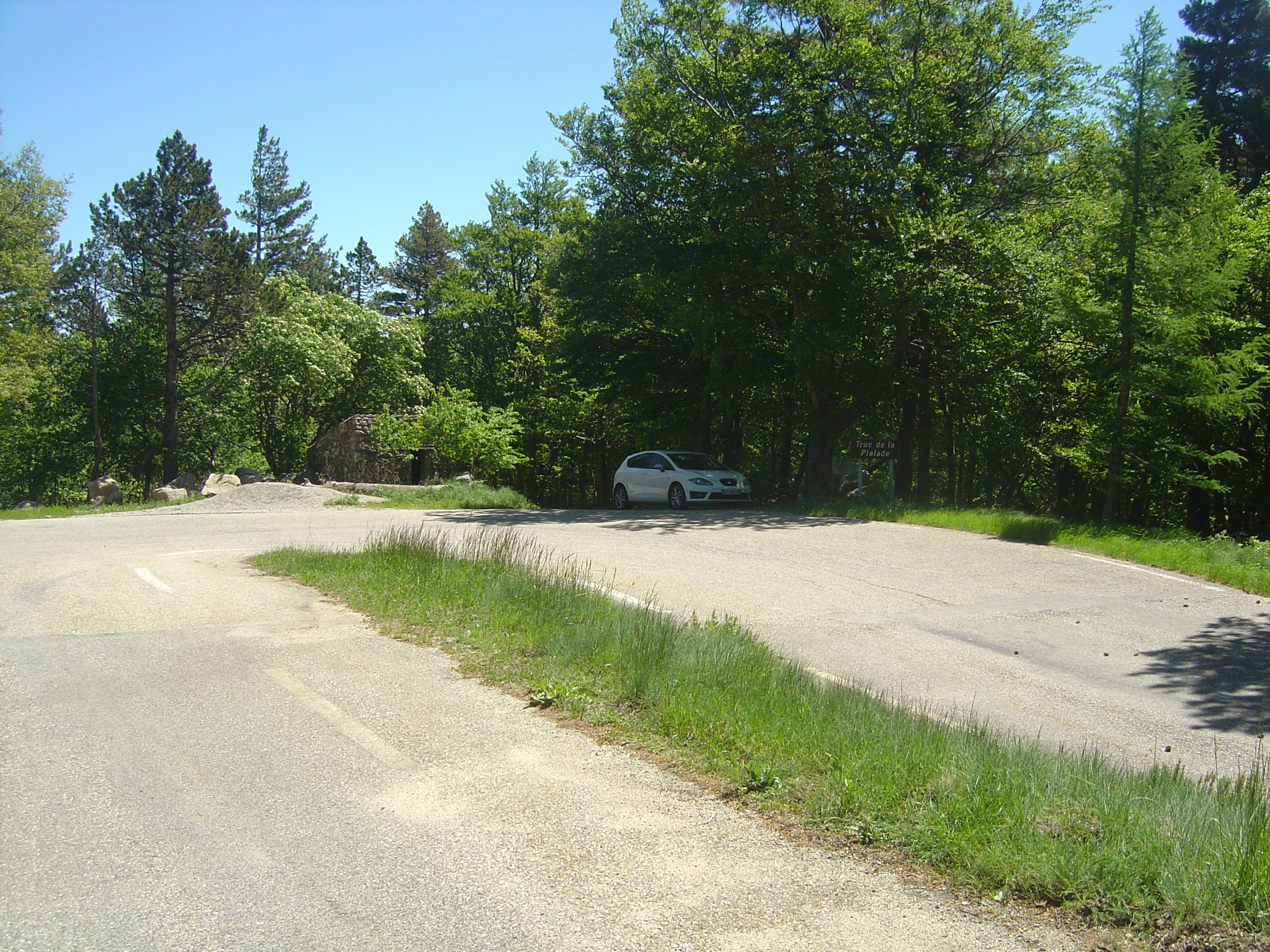
Épingle et baraque du Truc de la Pialade (1 136 m) après 9,45 km de montée environ.
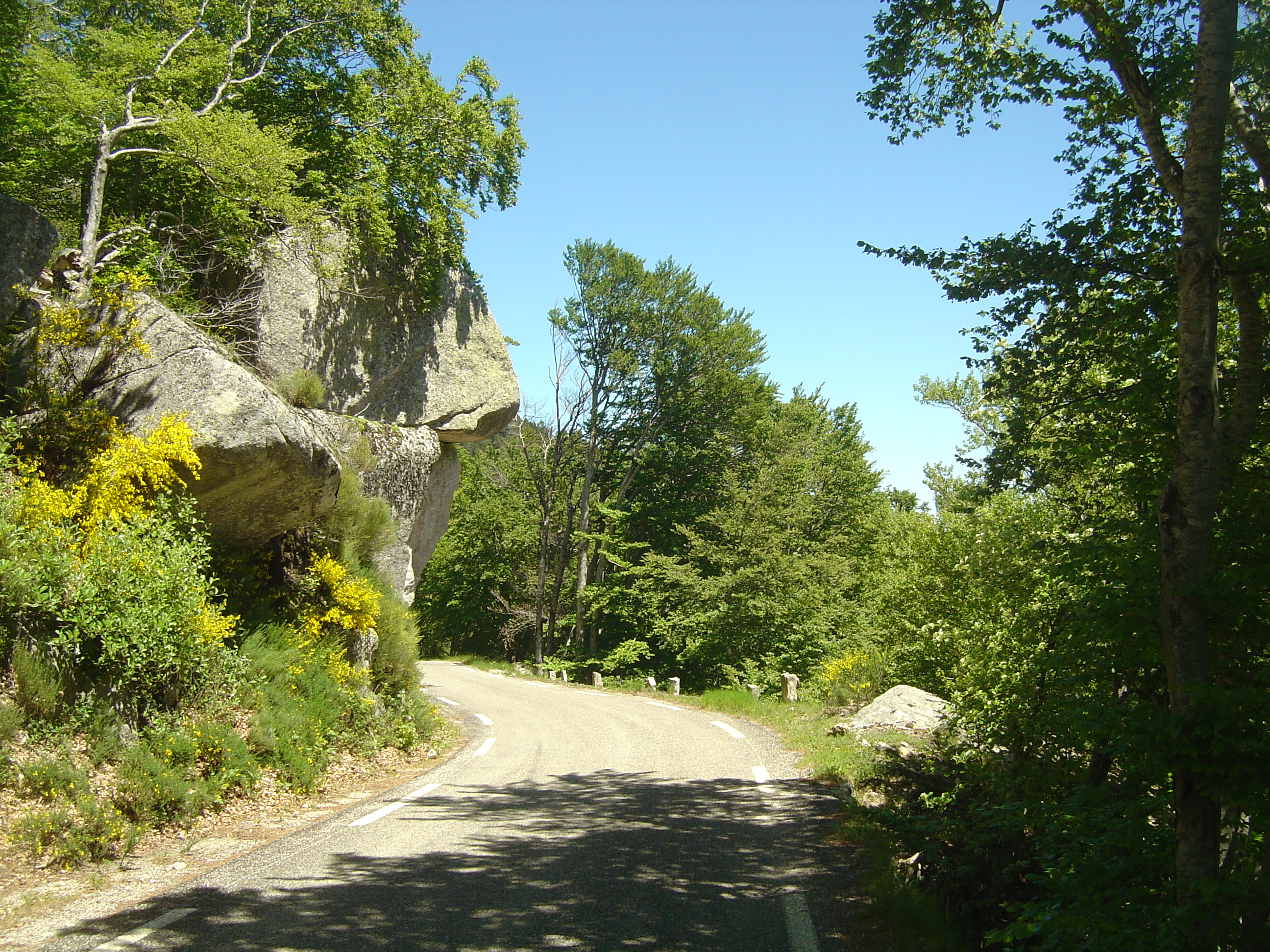
En arrière un rocher remarquable après 10,4 km de montée. L'ascension présente beaucoup de blocs granitiques.
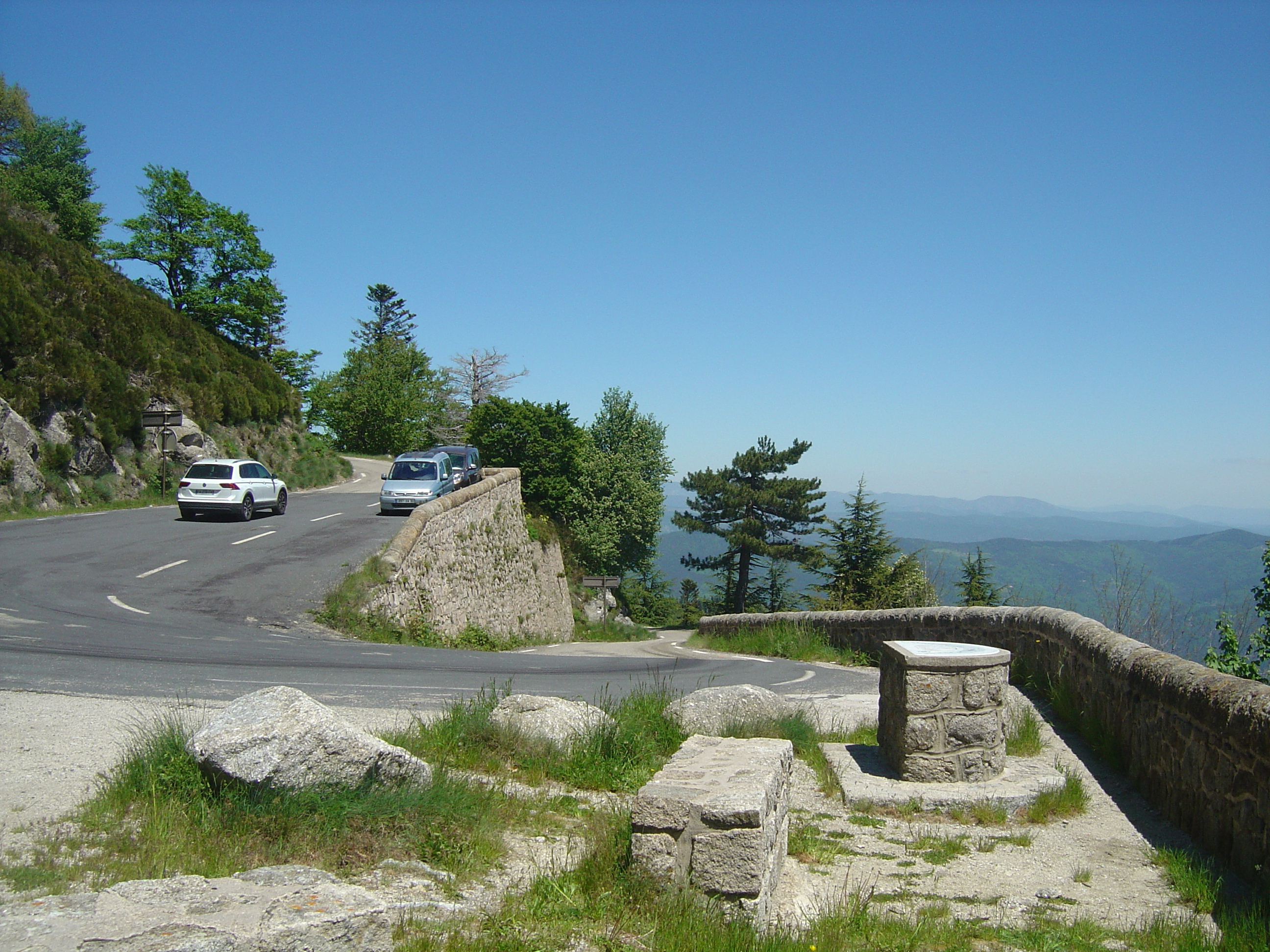
Table d'orientation du belvédère des Bouzèdes (1 236 m), après 11,1 km d'ascension. Vue notamment à droite sur le Cham du Cros (1 202 m) dans le massif du Tanargue et le parc naturel régional des Monts d'Ardèche.
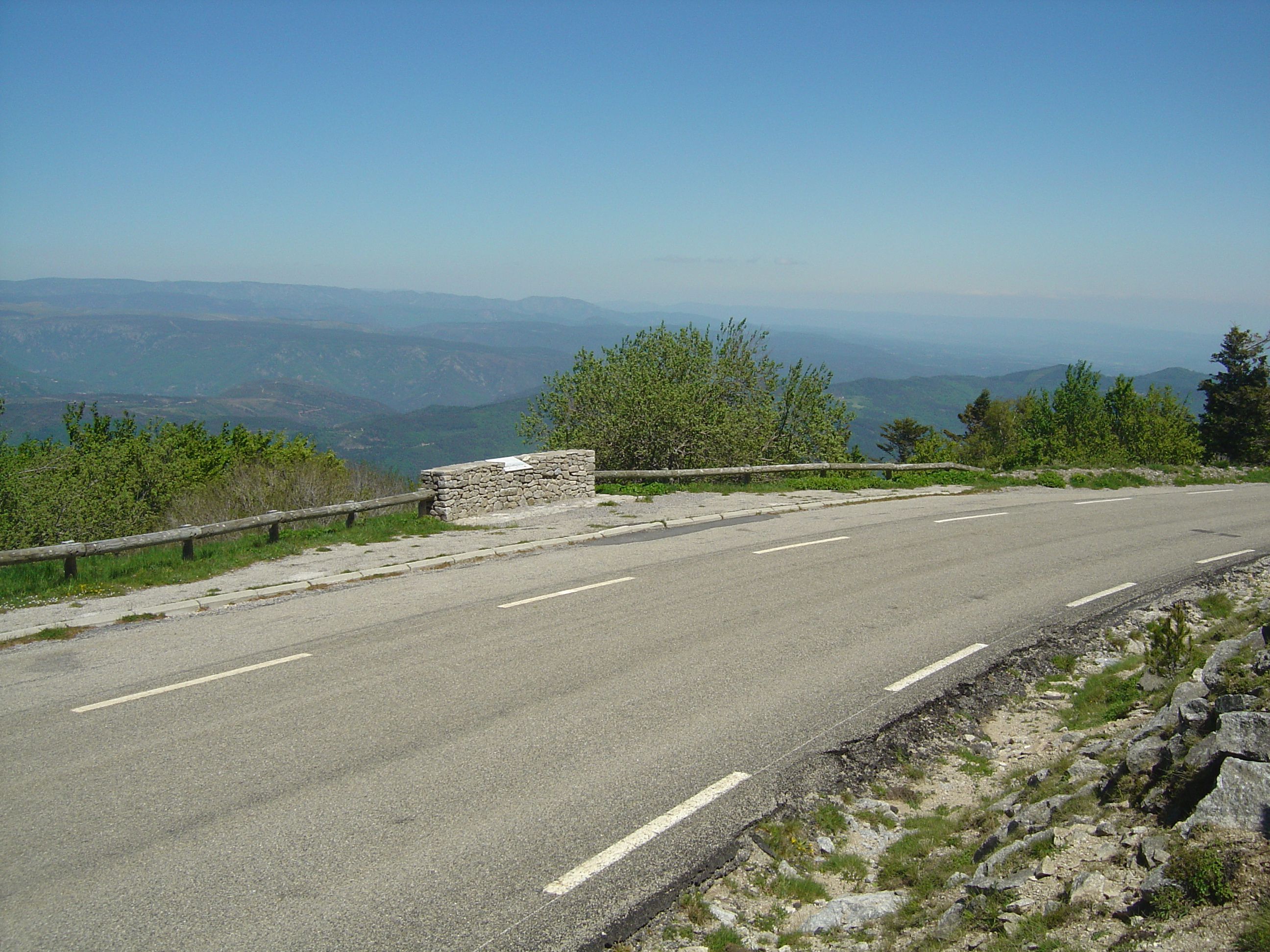
Belvédère du Pré de la Dame à 200 m du col du Pré de la Dame. Vue sur le massif du Tanargue.

À partir de la sortie de Villefort sur le versant lozérien, au croisement (581 m) des routes D901 et D66, la montée est longue de 15 km à 5,95 % de moyenne. L'ascension est plutôt abordable sur les quatre premiers kilomètres avec des sections de replat notamment devant la gare de Villefort et avant le pont de Palhères (746 m). À partir de ce pont et du camping qui le jouxte, l'ascension est plus régulière avec de longues sections à près de 7 % de moyenne. Toutefois, un bref aplanissement au passage du hameau des Costeiladesest suivi d'une rupture de pente à sa sortie. La route monte à travers de grandes prairies de genêts. Cependant, à partir du hameau de Chantegrive à près de 1 200 m d'altitude, la route grimpe en forêt avec beaucoup moins de points de vue. Par ailleurs, juste après ce hameau le revêtement est plus dégradé sur quelques hectomètres. Dans ces derniers kilomètres et comme sur l'autre versant, de gros blocs de granite sont présents au bord de la chaussée. Arrivé à une bifurcation (1 449 m), on peut choisir de rejoindre le Mas de la Barque (1 424 m) en poursuivant sur la route D66, en cul-de-sac. Mais pour rejoindre le col, il faut bifurquer sur la D362. De là, il reste 1,2 km sur un final facile mais exposé au vent.

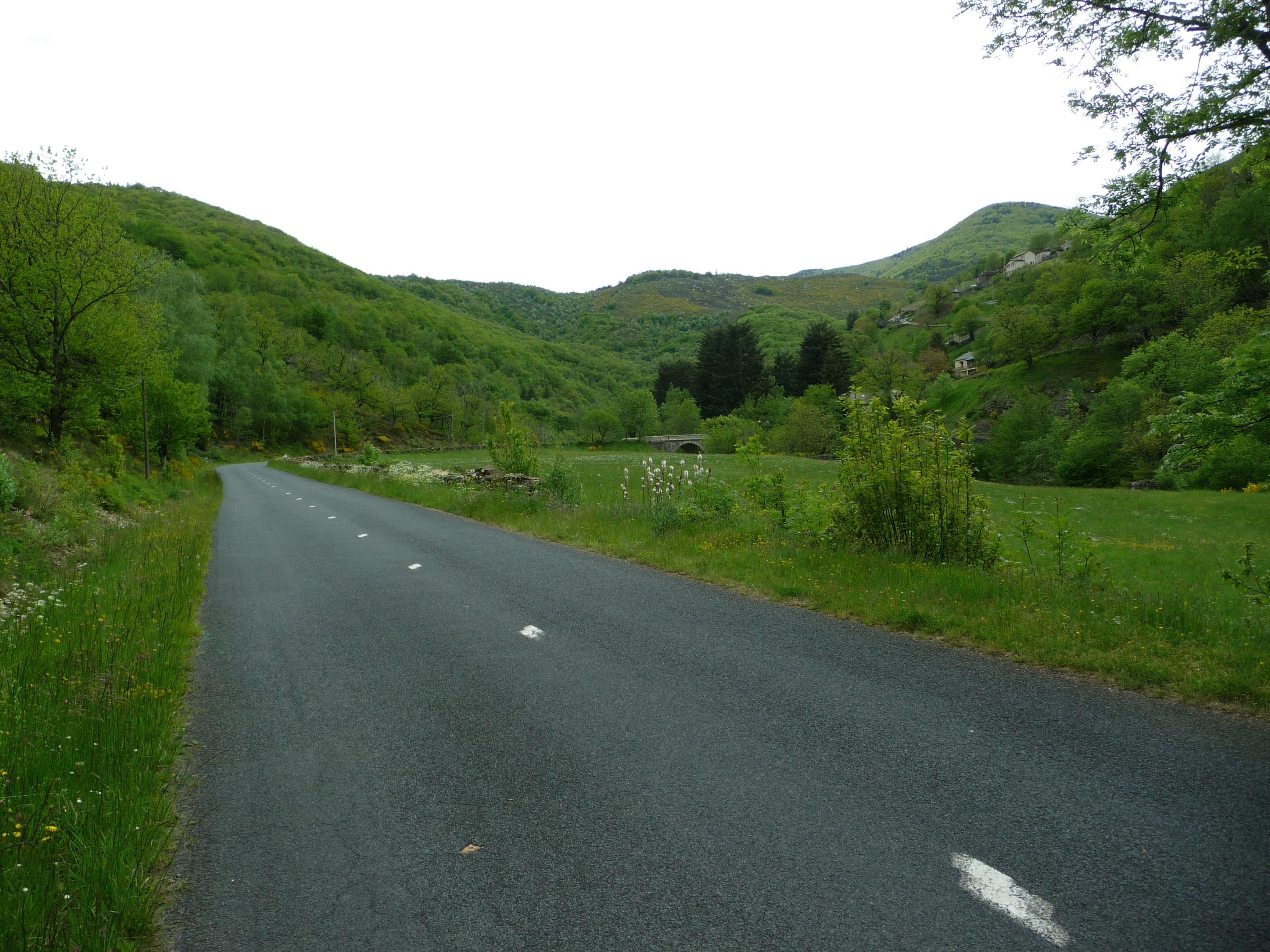
Replat avant le pont de Palhères.
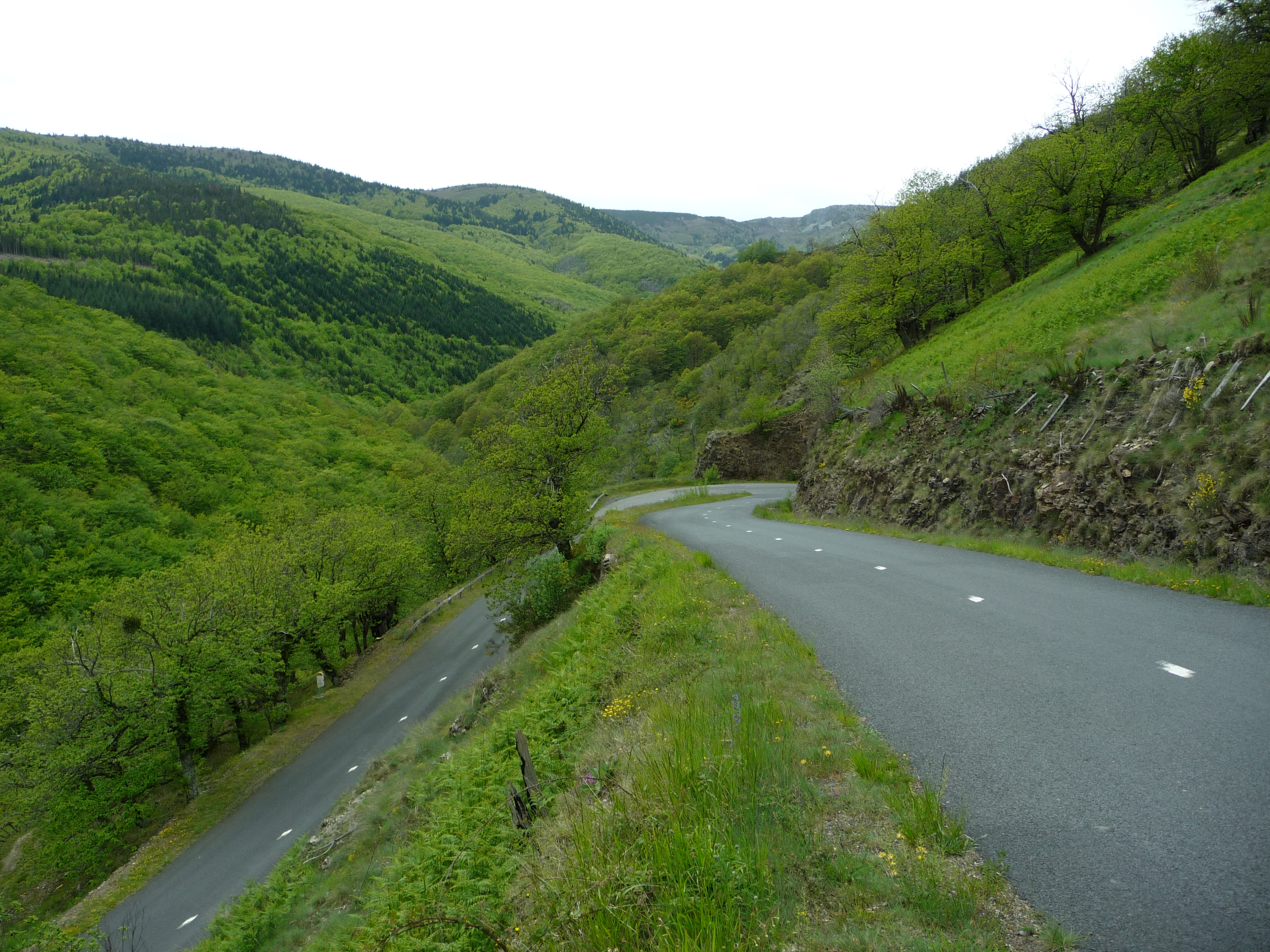
Un lacet, à 881 m d'altitude entre les hameaux de Palhères et Les Costeilades, sur la route du col du Pré de la Dame.
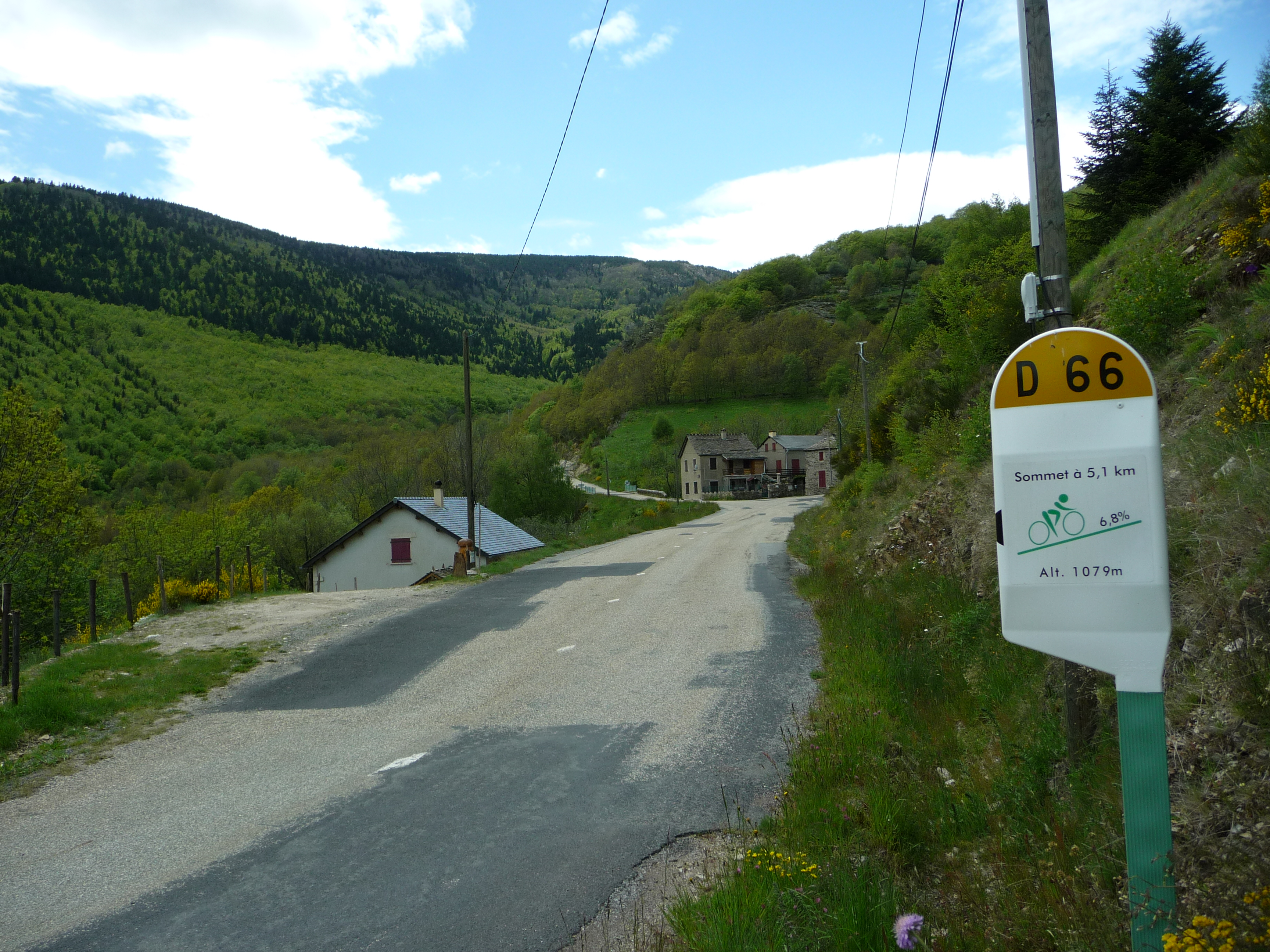
Le hameau des Costeilades.
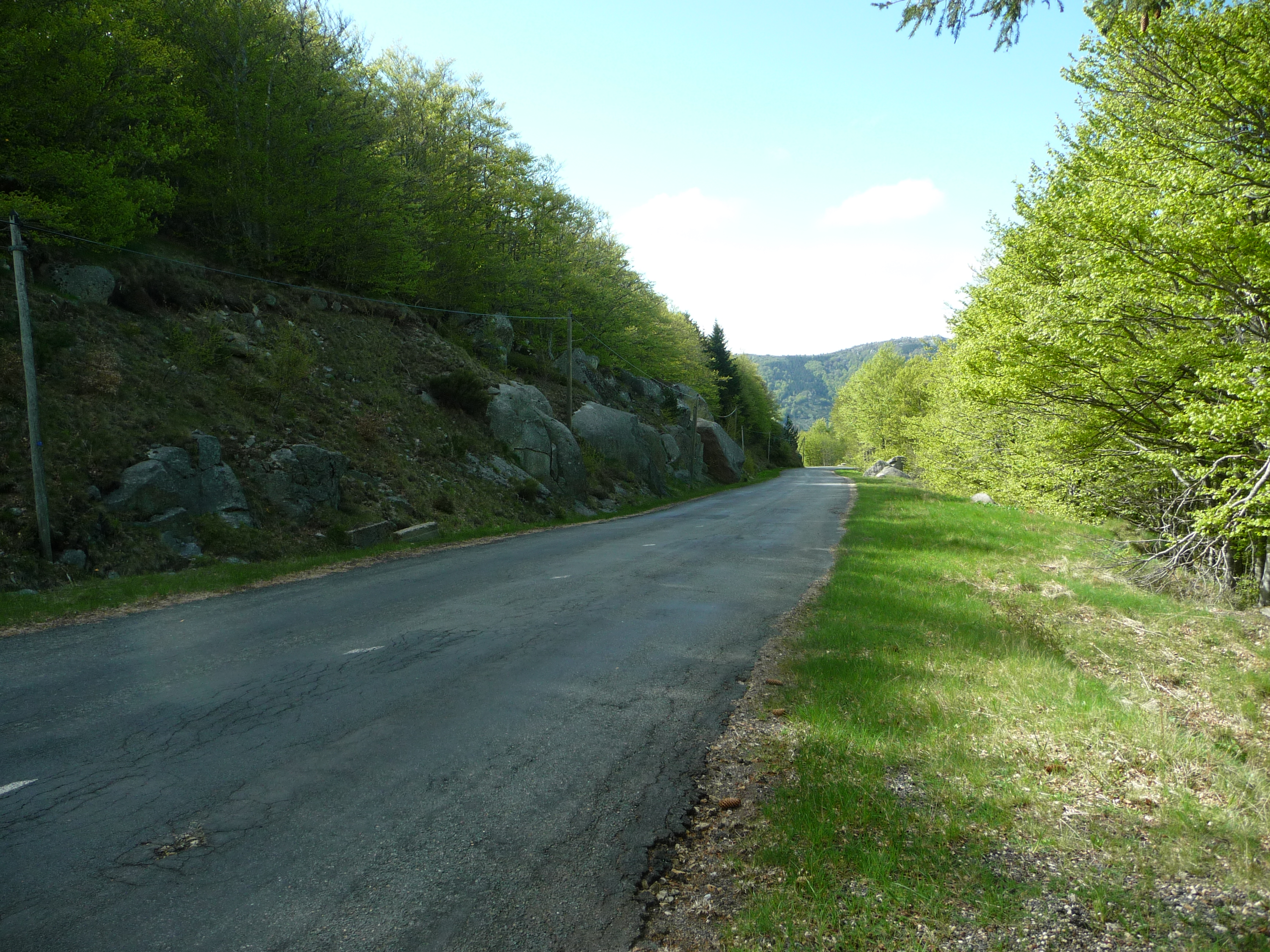
Vue en arrière sur l’ascension en forêt et les rochers granitiques dans les derniers kilométres.
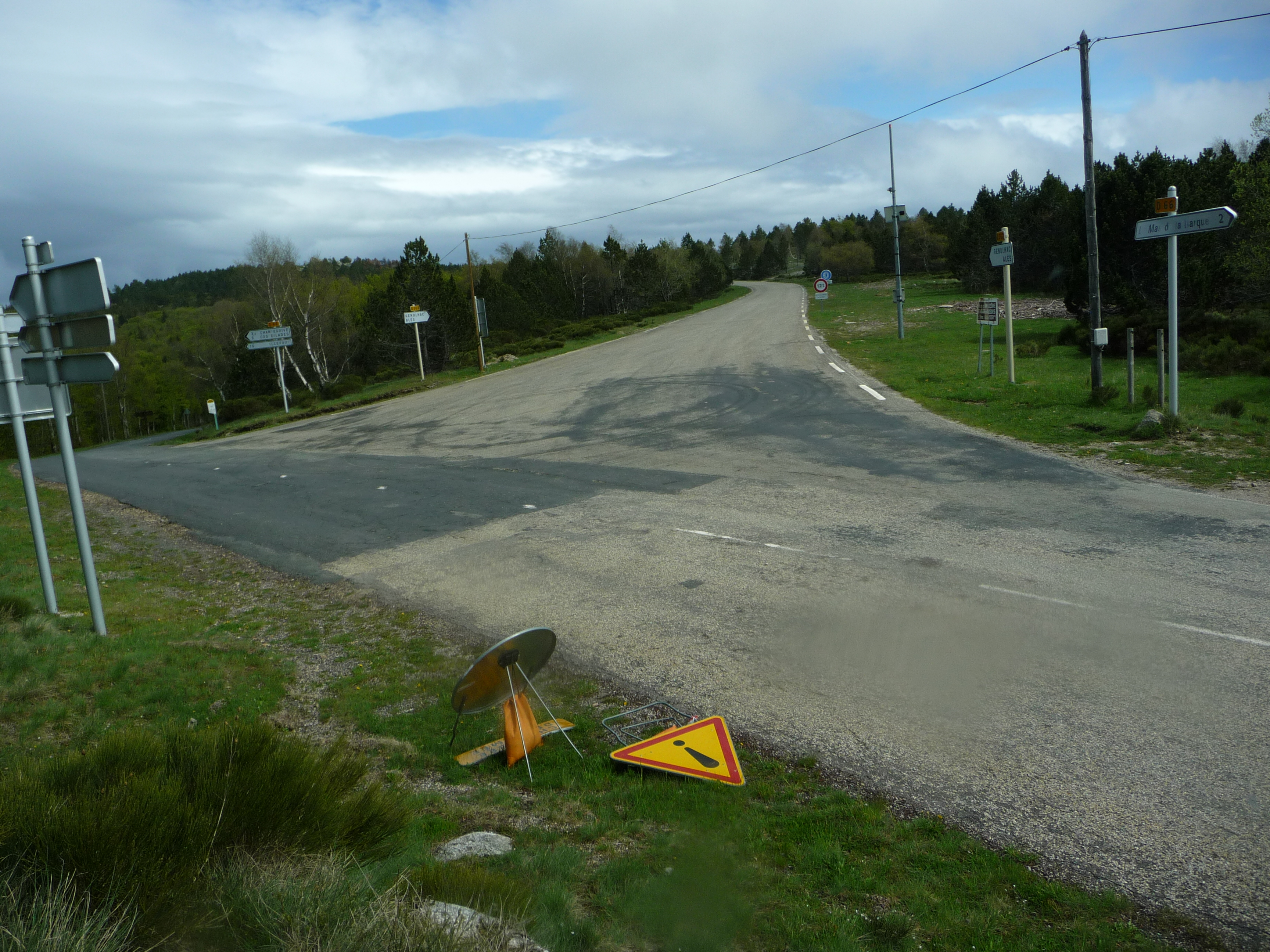
Le croisement (1 449 m) des routes D362 et D66, à 1,2 km du col du Pré de la Dame.